# فرودگاه نیوتاون سیتی/کانتی
 فرودگاه نیوتاون سیتی/کانتی (به انگلیسی: Newton City/County Airport) یک فرودگاه همگانی بهره‌برداری هوایی با کد یاتا EWK است که یک باند فرود آسفالت دارد و طول باند آن ۲۱۳۵ متر است. این فرودگاه در شهر نیوتون، کانزاس کشور ایالات متحده آمریکا قرار دارد و در ارتفاع ۴۶۷ متری از سطح دریا واقع شده است.